# US5
Us5 je glasbena skupina petih fantov, ki jih je združil znan idejni oče »boy bendov« američan Lou Pearlman. Po epopeji na televizijskem programu RTL 2 »Big in America« jih je lansiral v svet. Da je tvorba umetna, je še posebej očitno, ko pogledamo nacionalnost članov US5. Gre namreč za šopek fantov, ki prihajajo iz Amerike, Nemčije in Anglije. Kljub temu so dodobra zamajali police glasbenih trgovin.

## Zgodovina
Začetke skupine gre iskati v pomladi leta 2005, prve uspehe pa že kar mesec za tem, ko so US5 izdali svoj singel Maria, ki se je bliskovito zavihtel na sam vrh nemških glasbenih lestvic. Zgodba z uspešnimi singli se je nato ponovila še večkrat in Just Because Of You, Come Back To Me Baby ter Mama so se prav tako znašli pri samem vrhu lestvic. Skladno z njihovim vzponom na glasbeni sceni je raslo tudi število njihovih oboževalcev, in tako je ob izidu njihovega prvega albuma Here We Go naravnost završalo, sam album pa je svojo prodajo okronal z zlatim in platinastim odsevom.
Skupino Us5 sestavlja 5 fantov Richie(18), Vince(16), Chris(19), Jay(25) in Izzy(22). V zadnjem času je popularen hit Round&round, lanska hita In the club in Rhytm of life pa sta povsem obnorela fane po vsem svetu. Po odhodu Mikela(20) ga je zamenjal mladi Vince.Fantje prihajajo iz različnih kontinentov
Richie, Vince in Izzy živijo v Ameriki, Chris v Nemčiji kjer Us5 kot skupina tudi prebivajo, Jay pa se je v otroških letih preselil iz Anglije v Nemčijo.
Pred kratkim natančneje 28. avgusta 2008 je skupino na presenečenje vseh zapustil tudi Chris. Zažele si je mirnejšega življenja in spet začeti hoditi v šolo. Spremenil si je tudi ime. Zdaj mu je ime Matthias. Fantje so kmalu našli novega pevca. Med 1500 fanti, ki so prišli na avdicijo so izbrali američana po imenu Cayce(20). Med odhodom Chrisa in prihodom Cayca so posneli kar nekaj novih pesmi (med njimi je najbolj znana Boys are back, ki jo lahko slišiš tudi v High school musical 3) in izdali nov album Around the world.

## Diskografija
Albums: 
```
       Here we go (2005)
       Here we go new edition (2006)
       In control (2006)
       In control reoladed (2007)
       Around the world (2008)
```

Singels: 
```
        Maria (2005)
        Just because of you (2005)
        Come back to me baby (2006)
        Mama (2006)
        In the club (2006)
        One night with you (2007)
        Rhythm of life (2007)
        Too much heaven (2007)
        Round and round (2008)
        The boys are back (2008)
```

DVDs: 
```
     The history (2005)
     Here we go - live & private (2006)
     Live in concert (2006)
     On holiday (2008)
```

Uradna spletna stran : www.us5online.com